# الاحتجاجات الإسبانية 2011-2012
الاحتجاجات الإسبانية 2011، يطلق عليها كذلك حركة 15-م أو الثورة الإسبانية، هي سلسلة من المظاهرات الجارية في إسبانيا.

## الخلفية
منذ بدء الأزمة المالية الإسبانية 2008-2014، سجلت إسبانيا أحد أعلى معدلات البطالة في أوروبا، حيث وصلت إلى رقم قياسي في منطقة اليورو بلغ 21.3٪. بلغ عدد العاطلين عن العمل في إسبانيا 4,910,200 في نهاية مارس 2011، بزيادة حوالي 214,000 عن الربع السابق، بينما يبلغ معدل بطالة الشباب 43.5٪، وهو أعلى معدل في الاتحاد الأوروبي. في سبتمبر 2010، وافقت الحكومة على إصلاح شامل لسوق العمل بهدف تقليل البطالة وإنعاش الاقتصاد. النقابات العمالية الكبيرة مثل CCOO ورفض الاتحاد العام دي تراباجادوريس (UGT)، من بين قاصرين آخرين، الخطة لأنها جعلت من الأسهل والأرخص على أصحاب العمل توظيف العمال وفصلهم من العمل. دعت النقابات العمالية إلى الإضراب العام الأول منذ عشر سنوات، في 29 سبتمبر 2010.

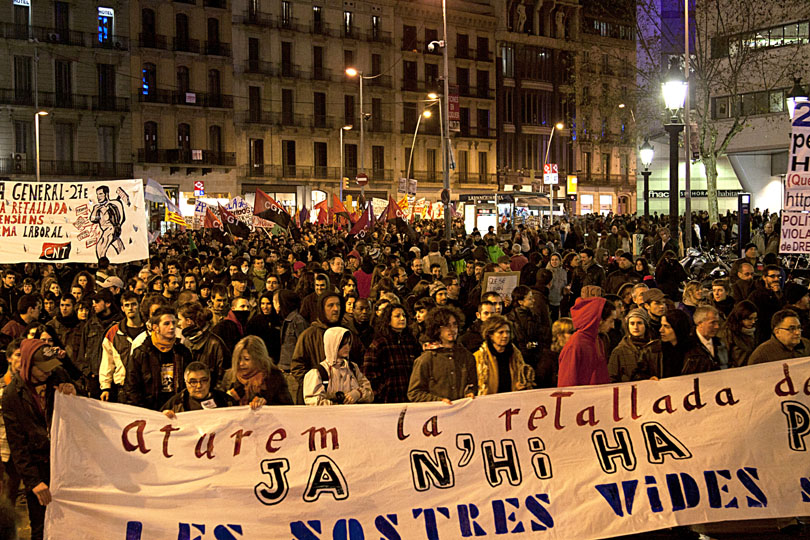
مظاهرة في برشلونة يوم 22 يناير 2011، ضد رفع سن التقاعد.

بالنسبة لبقية العام، شرعت الحكومة في الإصلاحات الاقتصادية. في يناير 2011، توصلت الحكومة إلى اتفاق مع النقابات العمالية الرئيسية لزيادة سن التقاعد من 65 إلى 67. رفضت النقابات الأناركية النقابية وغيرها من النقابات ذات الصلة الخطة ودعت إلى إضراب يوم 27 يناير في غاليسيا وكاتالونيا وإقليم الباسك. وانتهت مظاهرات أخرى في مدريد في مشاجرات مع الشرطة. كما رفض غالبية الإسبان رفع سن التقاعد. في فبراير تم تمرير سياسة واسعة النطاق لانتهاك حقوق النشر على الإنترنت تُعرف بقانون السند، مما أضاف دافعًا آخر للاحتجاجات.سمح القانون للجنة الإدارية بإغلاق أي موقع يعرض روابط أو يسمح بتحميل غير منتظم لمحتوى محمي بحقوق الطبع والنشر دون إشراف قضائي. انتقد مستخدمو المنتديات والشبكات الاجتماعية الإسبانية القانون. وأكدت PSOE و PP و Convergence and Union هذه الانتقادات. ظهرت حملة مجهولة الهوية بـ # nolesvotes على الإنترنت، داعية المواطنين للتصويت ضد أي من الأحزاب التي أقرت القانون.

## التنظيم
في يناير 2011، أنشأ المستخدمون على شبكات ومنتديات مواقع التواصل الاجتماعي منصة إلكترونية باسم (ديموكراسيا ريل يا) باستخدام منصتي تويتر وفيسبوك، والتي دعت، تحت اسم «البطالة ومحدودي الدخل وصاحبي المشاريع الصغيرة والعمال من ذوي الدخل غير الثابت والشباب و..» لبدء الاحتجاج في 15 أيار في المناطق التالية: لا كورونيا، البسيط، الجزيرة الخضراء، لقنت، ألمرية، أركوس ديلا فرونتيرا، بطليوس، برشلونة، بلباو، برغش، قصرش، قادس، قرطاجنة، كاستيون دي لا بلانا، ثيوداد ريال، قرطبة، قونكة، فيرول، فيغيراس، فوينخيرولا، خيخون، غرناطة، وادي الحجارة، ولبة، جيان، لانزاروت، لا بالما، ليون، لاس بالماس دي غران كناريا، لاردة، لوغرينيو، لوغو، مدريد، مالقة، منورقة، ماردة، مونفورتي دي ليموس، مرسية، أورينسي، أبيط، ميورقة، بنبلونة، بلاسينثيا، بونفيرادا، بورتولانو، شلمنقة، سان سيباستيان، سانتا كروز دي تينيريفه، سانتاندير، سانتياغو دي كومبوستيلا، إشبيلية، سريا، طركونة، طليطلة، توريبييخا، أوبريق، بلنسية، بلد الوليد، فيغو، فيتوريا غاستيز، سرقسطة. في نفس ذلك اليوم، تم تنظيم مظاهرات صغيرة نسبيًا لدعم الإسبان في كل من دبلن ولشبونة وأمستردام واسطنبول وبولونيا ولندن وباريس.
قبل المظاهرات، نظمت حركة شباب بلا مستقبل مجموعة من الأحداث التي من شأنها تحفيز الحراك مثل السطو على أحد البنوك في مرسية في 13 مايو.

## أحداث عام 2011

### 15 مايو
أطلق على الحدث الأول شعار «نحن لسنا بمتاعٍ في أيدي السياسيين والمصرفيين»، وصب تركيزه على معارضة ما أسماه المتظاهرون «الوسائل المعادية للمجتمع في أيدي المصرفيين» أشار الشعار جزئيًا إلى التغييرات التي أجريت في عام 2010 لاحتواء أزمة الديون الأوروبية القائمة آنذاك من خلال إنقاذ المصارف، التي يعتبرها المجتمع الإسباني مسؤولة عن الأزمة. في الوقت ذاته، واصلت الحكومة الإعلان عن تقليصات طالت البرامج الاجتماعية. طالب المحتجون بنشر أفعال الخير الروحية.
حسبما صدر عن حركة «دموكراسيا ريل يا» الشعبية، تجمع 50 ألف شخصًا في مدريد وحدها. قدرت الشرطة الوطنية العدد بنحو 20 ألفًا. بدأت المسيرة في بلازا دي سيبيليس وانتهت في بويرتا ديل سول، حيث قرئت عدة بيانات رسمية. أيضًا حسبما صدر عن المنظمين، تجمع 15 ألف شخص في المظاهرة التي تحركت في برشلونة وانتهت أمام برلمان كتالونيا. في مدن أخرى مثل غرناطة، تجمع نحو 5000 متظاهر. جرت تلك الاحتجاجات في معظمها دون وقوع حوادث، باستثناء تبادل بين بعض المحتجين وأفراد «أخوية عذراء روزاريو»، الذين أبدوا مداخلتهم نهاية الاحتجاج بعد استمرار الأخير لفترة أطول مما كان متوقعًا. في سانتياغو دي كومبوستيلا، حطمت مجموعة من ثمانية أشخاص مقنعين عددًا من المصارف والشركات المحلية. حسب «ديكومنيا»، قدر أن نحو 13 ألف فردًا تبعوا المظاهرة في كل أنحاء إسبانيا.
في نهاية المظاهرات في مدريد، قطع المتظاهرون طريق غران فيا ونظموا اعتصامًا سلميًا في شارع كالاو، ردت عليه الشرطة بضرب المحتجين بالهراوات. نتيجة الاشتباكات وأعمال الشغب التالية، دمرت العديد من نوافذ المتاجر وأحرقت حاويات القمامة. ألقى ضباط الشرطة القبض على 24 شخصًا، وجرح خمسة من الضباط. في 17 مايو، أدانت حركة «دموكراسيا ريل يا» «القمع الوحشي الذي تمارسه الشرطة» ورفضت أي علاقة لها بالأحداث. تلك تلك الحوادث، توجهت مجموعة من 100 شخص إلى بورتا ديل سول ونصبوا مخيمًا وسط الميدان، ما أسفر عن احتجاجات بدأت اليوم التالي.

### 16 مايو
في الساعات الأولى من يوم 17 مايو، أخلت الشرطة ميدان بويرتا دل سول وأزالت 150 فردًا من المخيمين. ألقي القبض على اثنين من المتظاهرين في حين أصيب شخص آخر. كرد فعل لعمليتي الإجلاء والعنف اللذين مارستهما الشرطة، استخدمت حركة «دموكراسيا ريل يا» الرسائل القصيرة، وفيسبوك وتويتر للدعوة إلى استجابة جماعية في الثامنة مساء في عدة ميادين إسبانية. عادت مجموعات كبيرة من المتظاهرين للاحتجاج في مدن مختلفة بعيدًا عن الجماعة في مدريد. سمحت الشرطة للمتظاهرين بالتخييم في بعض المدن، مثل «لا كورونيا»، حيث تجمع أكثر من ألف شخص. تجمع في مدريد ما يزيد عن 12 ألف شخص ونظم حوالي 200 متظاهر أنفسهم في تجمع قرروا خلاله قضاء الليلة في الميدان، منشئين لجانًا للتنظيف والاتصالات والإرشاد والتجهيزات، فضلًا عن لجان قانونية. في السابق، كانت الأعمال التجارية الصغيرة تقدم قدرًا كبيرًا من المساعدة في توفير الإمدادات، بما في ذلك الغذاء. تجمع عشرات الأشخاص أمام قاعة المحكمة في مدريد، حيث احتجز الأفراد الذين قبض عليهم في مظاهرة 15 مايو. أطلق سراح جميع المعتقلين.
جرت احتجاجات ونصبت مخيمات ليلية في 30 مدينة في جميع أنحاء إسبانيا، بما فيها برشلونة وفالنسيا. حظيت الاحتجاجات بتأييد بعض الأفراد في المملكة المتحدة، الذين أعلنوا أنهم سيجلسون أمام السفارة الإسبانية في الفترة بين 18 و22 مايو. بلغ عدد المحتجين في بلازا ديل سول ليلة 17 مايو نحو 4000 شخص، حسبما أعلنت السلطات. مع حلول المساء، نصب المحتجون خيمة كبيرة ووضعوا لافتات بنية قضاء الليلة. بقي ثلاثمائة منهم حتى فجر 18 مايو. اعتبر المخيم مجازًا سياسيًا يصور مدينة رمزية صغيرة داخل المدينة الأكبر.

### 18 مايو
حسب إل باييس «جريدة البلاد»، حمل عديد من المحتجين القرنفل، مقلدين المحتجين في أثناء ثورة القرنفل البرتغالية. إضافة إلى ذلك، نظم المحتجون منصة لبيع الطعام، قدمت المواد الغذائية التي تبرعت بها الشركات المحلية، نصبوا كاميرا ويب لتقديم الأخبار من بويرتا ديل سول عبر موقع يوستريم. نصح المتظاهرين بعدم شرب الكحول أو التجمع في جماعات تضم أكثر من 20 شخصًا، إذ إن تلك هذه الأفعال قد تثير حملة فرض نظام من طرف الشرطة.
أمرت الشرطة المتظاهرين بالتفرق في فالنسيا وتنيريف ولاس بالماس. خلال إخلاء ساحة كارمن في غرناطة، ألقي القبض على ثلاثة أشخاص، واستمر إلقاء الخطب طوال فترة بعد الظهر. اشتدت الاحتجاجات لتشمل ليون، وإشبيلية (حيث بدأ المخيم في 19 مايو)، وعواصم مقاطعات ومدن أخرى في إسبانيا. أنشأ المحتجون مجموعات دعم لكل معسكر على تويتر وغيره الشبكات المحلية والعالمية. بدأت خدمة مستندات غوغل وغيرها في تلقي طلبات تنزيل للوثائق اللازمة لطلب إذن قانوني لاحتجاجات جديدة. في الصباح، أعلن «اتحاد جمعيات الجوار في برشلونة» تأييده للاحتجاجات في برشلونة. اتفق المحتجون على عقد اجتماعات بين لجانهم المنظمة كل يوم الساعة الواحدة مساءً، وعقد التجمعات في الساعة الثامنة مساءً.
غطت صحيفة واشنطن بوست الاحتجاجات في 15 مايو؛ وفي 18 مايو، بدأ عدد أكبر من وسائل الإعلام في نشر تقارير إخبارية. من بينها صحيفة لوموند، وهي الصحيفة الفرنسية الأكثر شعبية، مع مقال يشير إلى ندرة مثل تلك الاحتجاجات واسعة النطاق في إسبانيا. أشارت صحيفة دير شبيغل الألمانية إلى أهمية تأثير ما يسمى «جيل الفيسبوك» على الاحتجاجات. نشرت الصحيفة البرتغالية «جورنال دي نوتيسياس» تقريرًا عن الاحتجاجات التي جرت في مدريد حالما عرف أنها منعت. اقتبست صحيفة نيويورك تايمز من جريدة إل باييس وأشارت إلى التنظيم القوي للمحتجين، لاسيما الأفراد البالغ عددهم 200 الذين عينوا مسؤولين عن الأمن، واستخدامهم تويتر لضمان نشر رسالتهم. نشرت واشنطن بوست مرة أخرى تقارير حول الاحتجاجات في ميدان بورتا دل سول، مطلقة عليها اسم «الثورة»، وقدرت عدد المشاركين في احتجاجات بعد ظهر الأربعاء بنحو 10 آلاف شخص، مقارنة إياها مع الاحتجاجات التي جرت في ميدان التحرير بالقاهرة، التي أطاحت بالرئيس المصري حسني مبارك. أشارت البي بي سي إلى الطبيعة السلمية للاحتجاجات في بورتا ديل سول.
مساءًا، أصدر رئيس اللجنة الإقليمية للانتخابات في مدريد بيانًا أعلن فيه أن الاحتجاجات غير قانونية لأن «الدعوات إلى اقتراع موثوق به يمكن أن تغير نتائج الانتخابات». إلا أن وحدات الشرطة المتمركزة في بلازا ديل سول تلقت أوامر من وفد الحكومة بعدم اتخاذ أي إجراء.

### 20 مايو
وفقًا لصحيفة الغارديان البريطانية، خيم «عشرات الآلاف» في مدريد وفي جميع أنحاء البلاد ليلة 19-20 مايو.
في الساعة العاشرة صباحًا، طعنت حركة اليسار المتحد في قرار مجلس الانتخابات القاضي بحظر الاحتجاجات أمام المحكمة العليا في إسبانيا. بعد ساعات، قدمت نيابة الدولة حججها إلى المحكمة.

#### الطعن أمام المحكمة العليا
أفاد راديو التلفزيون الاسباني، آر تي في إي، بأن المدعي العام أيد القرار الذي اتخذه المجلس الانتخابي المركزي القاضي بحظر التجمعات. في الوقت ذاته، أعلنت الشرطة تلقيها تعليمات بعدم حل الحشد في بويرتا ديل سول شريطة ألا يكون هناك أي إخلال بالسلم.